# Construcción naval en la Ría de Vigo

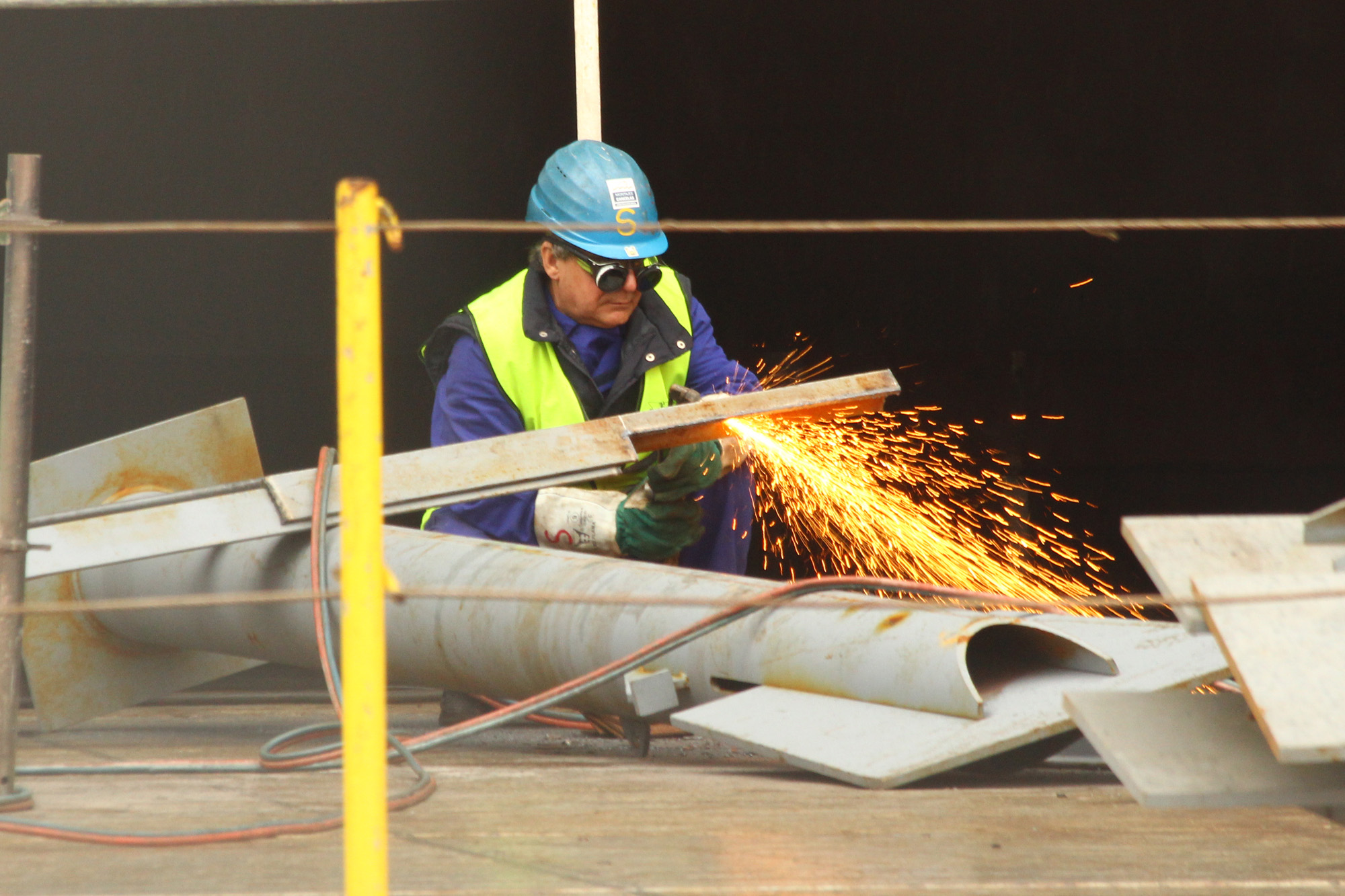
Operario realizando trabajos de calderería en la ría de Vigo a bordo del HMAS Adelaide.

Históricamente en la ciudad de Vigo y en su ría ha existido una importante industria naval, los orígenes de la construcción naval en la ría de Vigo se remontan a siglos atrás y tradicionalmente ha ido unida al importante sector pesquero local. En la actualidad esta industria es uno de los principales pilares económicos de la ciudad y también de los municipios de su área de influencia, junto con la industria automotriz y la industria pesquera.

## Historia
Los orígenes de la construcción naval en la ciudad de Vigo y en su ría se remontan a siglos atrás e históricamente ha ido unida al sector pesquero local. Inicialmente en la ciudad existían pequeñas carpinterías de ribera que se dedicaban a la construcción artesanal de pequeñas embarcaciones como gamelas, dornas o lanchas. Estas embarcaciones estaban destinadas a la industria pesquera de la época. El sector naval de Vigo comenzó a despuntar en la década de 1880 con la llegada del ferrocarril a la ciudad, lo que posibilitó que las capturas de la flota pesquera viguesa fuesen vendidas a poblaciones del interior de España, este hecho conllevó a un aumento de la demanda de productos pesqueros por parte de esas poblaciones. Esta demanda provocó que las antiguas artes de pesca artesanal fuesen sustituidas por aparejos de arrastre, lo que conllevó a la construcción de embarcaciones mayores y propulsadas con motores de vapor. Inicialmente los astilleros de Vigo compraban esas máquinas de vapor en países extranjeros como Inglaterra, para después instalarlas en los buques que fabricaban. Posteriormente el astillero Viuda e Hijos de J. Barreras fue pionero entre los astilleros vigueses al fabricar sus propias máquinas de vapor y en construir buques en acero, los cuales acabaron sustituyendo a las embarcaciones de madera.
En un periodo que abarcó de los años 1888 a 1900, se multiplicó la construcción de buques de vapor, pasando de ocho unidades a sesenta y siete, este crecimiento en la construcción de nuevos buques provocó que ya entrando en el siglo XX las factorías navales viguesas de Vulcano, Barreras, Santodomingo y Troncoso suministrasen buques a armadores de toda España, lo que les convirtió en unos de los pilares de la industria de Galicia de la época. Durante los años 1909 y 1912 existió una escasez en las capturas de sardina, lo que obligó a las empresas pesqueras de la época a faenar en caladeros más lejanos, por lo que creció la demanda de buques pesqueros de mayor tonelaje.
En el año 1929 existían dieciséis astilleros en la ría de Vigo, los cuales ya habían construido más de 1 000 embarcaciones de vapor, la apertura de nuevos caladeros pesqueros aumentó los pedidos para la construcción de embarcaciones de mayor tamaño, en los años que precedieron a la guerra civil española los astilleros de Vigo lideraban el sector en España, debido a los avances técnicos de las embarcaciones construidas.
Después de la guerra civil española y durante la posguerra, España se encontraba aislada internacionalmente, y no fue hasta finales de los años 50 cuando los astilleros de Vigo volvieron a vivir una época de gran productividad en sus gradas, gracias a la concesión de créditos estatales a los armadores vigueses para renovar sus flotas pesqueras, estos créditos permitieron a los armadores contratar a los astilleros vigueses la construcción de modernos buques congeladores, lo que aumentó la actividad productiva de las factorías navales y atrajo a trabajadores de otras zonas de Galicia y de España.
El sector naval vigués continuó con carga de trabajo en sus astilleros hasta entrados los años 70, en esos años el sector naval de Vigo vivió una gran crisis provocada por las dificultades existentes en el mercado internacional para la construcción de nuevos buques y a la bajada de encargos por parte de los armadores gallegos, debido a la pérdida de algunos de sus caladeros tradicionales. Finalizando esta década y ya entrando en la década de 1980, los astilleros de Vigo debido a esas circunstancias y a la falta de trabajo, se encontraron con plantillas sobredimensionadas, lo que provocó que en el año 1981 el gobierno de Felipe González decretase la reconversión industrial del sector, en el que se contemplaban medidas como la recolocación de trabajadores en otras empresas o prejubilaciones. Finalmente no se cumplieron los acuerdos alcanzados entre el gobierno, empresas y sindicatos, lo que provocó la suspensión de pagos en Astilleros y Construcciones (ASCON) y la apertura de un expediente de regulación de empleo en Vulcano, estos hechos provocaron diversas huelgas y manifestaciones, como la convocada el 15 de abril de 1983 en Vigo y a la que acudieron 250 000 personas. Pese a estas protestas, la reconversión del sector naval continuó y el gobierno anunció más ajustes, los cuales eran los cierres de los astilleros ASCON y Vulcano, así como la reducción de plantillas en Freire, Barreras y Santodomingo. Finalmente la factoría ASCON se vio abocada al cierre, mientras que Vulcano consiguió que se aprobase un plan de viabilidad.

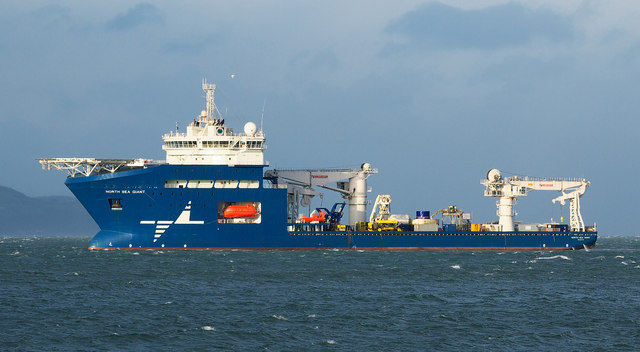
Offshore North Sea Giant construido por MetalShips & Docks, premiado como mejor offshore del mundo en el año 2012.

Debido a estas medidas se perdieron más de 4 000 puestos de trabajo en el sector y apenas se recolocaron a 771 trabajadores, muchos de ellos en Rodman Polyships, astillero que ocupó las instalaciones del desaparecido Ascón. Después de la crisis provocada por la reconversión industrial, no fue hasta el año 1985 cuando el sector comenzó a recuperarse, además en el año 1987 el gobierno promueve nuevas medidas industriales que incluían la implantación de inversiones en tecnología. Gracias a esas medidas el sector consiguió recuperarse aumentando su capacidad productiva en los años posteriores, viviendo una época de gran productividad entre los años 2005 y 2011, realizando principalmente construcciones de buques tipo offshore destinados a prestar apoyo a plataformas petrolíferas, muchos de estos buques fueron encargados por navieras Noruegas.

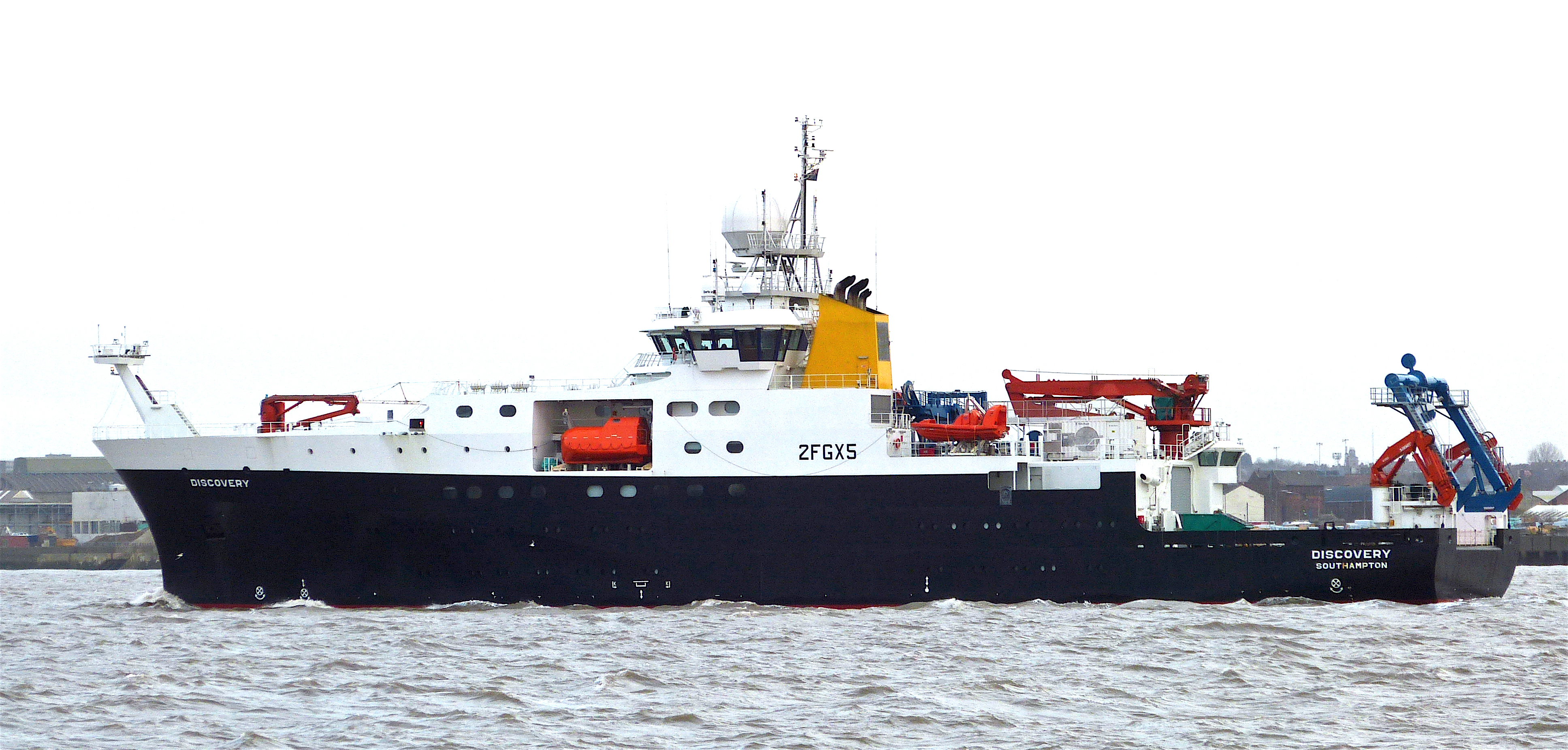
Oceanográfico Discovery construido por Freire Shipyard, premiado como buque destacado en España en el año 2013.

Entre los años 2011 y 2014, el sector naval vigués vivió otra crisis de pedidos provocada por la bajada de los precios del petróleo, la crisis económica que afectó a España y por la suspensión del Tax Lease, un procedimiento financiero empleado en el sector naval para invertir en la construcción de buques a cambio de bonificaciones fiscales, por parte de la Comisión Europea, debido a una denuncia por parte del astillero holandés Damen. Este hecho llevó en el año 2013 a la declaración del entonces comisario de competencia, Joaquín Almunia, como persona non grata en la ciudad por parte del pleno municipal del Ayuntamiento de Vigo. Posteriormente, ya en el año 2015, el Tribunal General de la Unión Europea anuló la decisión de la Comisión Europea que declaraba ilegal este sistema de ayudas.
En los años posteriores los astilleros de la ría de Vigo se recuperaron de esa escasez de pedidos, principalmente gracias a la consecución de diversos contratos para la construcción de buques pesqueros y oceanográficos.
En octubre de 2018 se produjo uno de los mayores hitos del sector naval vigués, el día 9 de ese mes tuvo lugar en las instalaciones del astillero Hijos de J. Barreras la botadura del crucero de lujo Azora. Este buque valorado en 250 millones de euros, es la construcción más cara de la historia del sector naval privado español hasta la fecha.

## Astilleros situados en la ría de Vigo
En la actualidad se encuentran instalados más de 10 astilleros dedicados a la construcción y reparación naval en diversos puntos de la ría de Vigo, principalmente en Bouzas, Coya, Meira y Teis. Entre ellos, se pueden citar los siguientes: Aister, Astilleros Armada, Astilleros Armón, Astilleros Cardama, Astilleros Lagos, Astilleros Montenegro, Atollvic, CNP Freire, Hijos de J. Barreras, Industrias Navales A Xunqueira, MetalShips & Docks, Montajes Cancelas, Neuvisa y Rodman Polyships. En el año 2020, la cadena hotelera Ritz-Carlton a través de su naviera Cruise Yacht Yardco Ltd (CYYL) se convirtió en el máximo accionista de la histórica factoría naval de Hijos de J. Barreras.
Aparte de los propios astilleros, en la ría de Vigo también existen diversos varaderos destinados principalmente a varar embarcaciones de pequeño y mediano tamaño en donde se procede a limpiarlas, pintarlas, carenarlas o repararlas. Además en Bouzas se encuentra el muelle de reparaciones, destinado a la reparación de buques a flote y que dispone de una superficie de 200 000 m² destinados a esta actividad.

### Industria Auxiliar

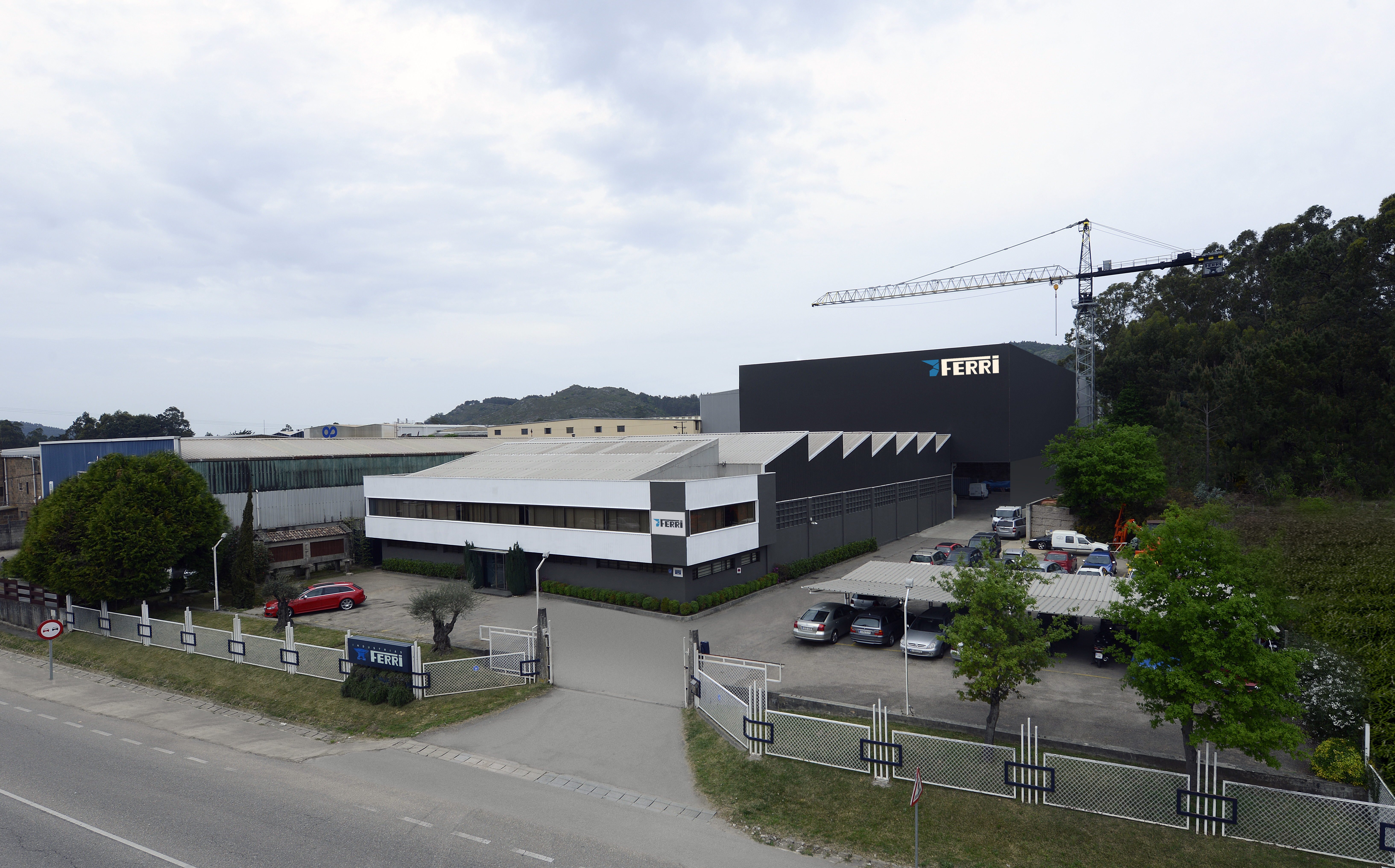
Instalaciones de Industrias Ferri en Vincios, Gondomar.

Al margen de los propios astilleros, en la ciudad y en su comarca también existe una importante industria auxiliar naval, muchas de estas empresas fueron creadas a partir de la reconversión naval de los años 80 y en su mayoría son empresas familiares fundadas por antiguos trabajadores del sector. Entre las empresas auxiliares del naval instaladas en Vigo y en su área Metropolitana, se pueden citar las siguientes: Baliño, Emenasa, Fluidmecánica, Grupo Ganain, Ibercisa, Industrias Ferri, J.J. Naval, Marine Instruments, Mecanasa, Naust Marine, Narwhal Boats, Núñez Vigo, OHL, Panelship, Vicalsa, Wärtsilä, etc.
Estas empresas de la industria auxiliar naval viguesa, aparte de realizar trabajos para los propios astilleros situados en la ría viguesa, también cuentan con una cartera de clientes que abarca a otros importantes astilleros de todo el mundo, entre los que se encuentran por ejemplo: Baltiysky Zavod Shipyard (Rusia), Damen (Holanda), Fincantieri (Italia), Navantia (Ferrol y Cádiz), Nodosa (Marín) o STX (Francia), entre muchos otros.

## Buques construidos
En los más de 100 años de historia del sector naval de Vigo, de las gradas de sus astilleros han salido los siguientes tipos de buques: ancleros, arrastreros, atuneros, buques escuela, catamaranes, cementeros, cruceros de lujo, dragas, drones marinos, ferris, floteles, gabarras, metaneros, multipropósitos, oceanográficos, offshore, palangreros, patrulleras, plataformas petrolíferas, pesqueros, portacontenedores, quimiqueros, rabelos, remolcadores, ro-ro, sísmicos, yates de lujo, veleros, etc.